# UEFA Champions League kvalifikationsfase og playoffrunde 2016-17
UEFA Champions League kvalifikationsfase og playoffrunde 2016-17 finder ti af de 32 hold, der skal spille i gruppespillet.

## Deltagernes fordeling blandt fodboldforbundene
I turneringen deltog 78 hold fra UEFAs 55 medlemsforbund. Der deltog dog ikke repræsentanter fra Liechtenstein, da landet ikke havde en national turnering og fra Kosovo, da Kosovos deltagelse ikke blev godkendt af UEFA. De enkelte landes deltagelse afgøres ud fra UEFA's koefficient for det enkelte medlemsland, hvorved antallet af deltagende hold bestemmes.
- Forbund 1–3 havde hver fire deltagere.
- Forbund 4–6 havde hver tre deltagere.
- Forbund 7–15 havde hver to deltagere.
- Forbund 16–54 (bortset fra Liechtenstein) havde ét deltagende hold i turneringen.
- Vinderen af UEFA Champions League 2015-16 og UEFA Europa League 2015-16 var tillige kvalificeret til turneringen, selvom de ikke kvalificerede sig gennem den nationale turnering. Da der højst kunne deltage fem hold fra et enkelt land, ville der - såfremt vinderne af de to foregående turneringer var fra samme top 1 forbund og såfremt de ikke kvalificerede sig gennem ligaen - ske det, at forbundets fjerde bedste hold i ligaen ville blive overført til UEFA Europa League.[2] Det foregående års vinder, Real Madrid, kvalificerede sig gennem ligaen, hvorimod vinderen af Europa League, Sevilla, ikke kvalificerede sig gennem ligaen, hvorfor Sevilla deltog i Champions League 2016-17 gennem det foregående års sejr i Europa League..

### Forbundenes rangliste
Ved afviklingen af UEFA Champions League 2016-17 fik forbundene tildelt pladser på ranglisten over landekoefficienter, der er beregnet på grundlag af de deltagende nationers klubholds præstationer i Champions og Europa League fra 2010–11 til 2014–15.
Bortset fra fordelingen baseret på landekoefficienten, deltog for det spanske fodboldforbund yderligere ét hold, grundet sejr i foregående års Europa League.
| Nr. | Forbund    | Koefficient | Hold |
| --- | ---------- | ----------- | ---- |
| 1   | Spanien    | 99.999      | 4    |
| 2   | England    | 80.391      | 4    |
| 3   | Tyskland   | 79.415      | 4    |
| 4   | Italien    | 70.510      | 3    |
| 5   | Portugal   | 61.382      | 3    |
| 6   | Frankrig   | 52.416      | 3    |
| 7   | Rusland    | 50.498      | 2    |
| 8   | Ukraine    | 45.166      | 2    |
| 9   | Holland    | 40.979      | 2    |
| 10  | Belgien    | 37.200      | 2    |
| 11  | Schweiz    | 34.375      | 2    |
| 12  | Tyrkiet    | 32.600      | 2    |
| 13  | Grækenland | 31.900      | 2    |
| 14  | Tjekkiet   | 29.125      | 2    |
| 15  | Rumænien   | 26.299      | 2    |
| 16  | Østrig     | 25.675      | 1    |
| 17  | Kroatien   | 23.500      | 1    |
| 18  | Cypern     | 22.300      | 1    |
| 19  | Polen      | 21.500      | 1    |

| Nr. | Forbund               | Koefficient. | Hold |
| --- | --------------------- | ------------ | ---- |
| 20  | Israel                | 21.000       | 1    |
| 21  | Hviderusland          | 20.750       | 1    |
| 22  | Danmark               | 19.800       | 1    |
| 23  | Skotland              | 17.900       | 1    |
| 24  | Sverige               | 17.725       | 1    |
| 25  | Bulgarien             | 16.750       | 1    |
| 26  | Norge                 | 14.375       | 1    |
| 27  | Serbien               | 13.875       | 1    |
| 28  | Slovenien             | 13.625       | 1    |
| 29  | Azerbaijan            | 12.500       | 1    |
| 30  | Slovakiet             | 11.250       | 1    |
| 31  | Ungarn                | 11.000       | 1    |
| 32  | Kazakhstan            | 10.375       | 1    |
| 33  | Moldova               | 10.000       | 1    |
| 34  | Georgien              | 9.375        | 1    |
| 35  | Finland               | 8.200        | 1    |
| 36  | Island                | 8.000        | 1    |
| 37  | Bosnia og Herzegovina | 7.500        | 1    |

| Nr. | Forbund       | Koefficient. | Hold |
| --- | ------------- | ------------ | ---- |
| 38  | Liechtenstein | 6.000        | 0    |
| 39  | Makedonien    | 5.875        | 1    |
| 40  | Irland        | 5.750        | 1    |
| 41  | Montenegro    | 5.625        | 1    |
| 42  | Albanien      | 5.375        | 1    |
| 43  | Luxembourg    | 5.125        | 1    |
| 44  | Nordirland    | 4.875        | 1    |
| 45  | Litauen       | 4.500        | 1    |
| 46  | Letland       | 4.250        | 1    |
| 47  | Malta         | 4.208        | 1    |
| 48  | Estland       | 3.500        | 1    |
| 49  | Færøerne      | 3.500        | 1    |
| 50  | Wales         | 2.875        | 1    |
| 51  | Armenien      | 2.750        | 1    |
| 52  | Andorra       | 0.833        | 1    |
| 53  | San Marino    | 0.499        | 1    |
| 54  | Gibraltar     | 0.250        | 1    |
| 55  | Kosovo (note) | 0.000        | 0    |

Noter
1. ^ Kosovo (KOS): Kosovos fodboldforbund blev medlem af UEFA member den 3. maj 2016.[5] UEFA besluttede, at de nationale mestre kunne deltage i 2016–17 UEFA Champions League såfremt de kunne opfylde kriterierne til licens efter artikel 15 i 'UEFA Club Licensing & Financial Fair Play' regulativet, hvilket skulle være afgjort af UEFAs sekretariat senest den 31. maj 2016.[6] UEFA meddelte imidlertid, at Kosovos potentielle deltager, Feronikeli (mestre i 2015-16) ikke kunne anses at opfylde kravene til licens, ligesom klubben ikke kunne anvise et egnet fodboldstadion til kampene, idet UEFA ikke tillader at kampene afvikles på stadioner uden for hjemlandet.[7][8]

## Runder og lodtrækningsdatoer
Turneringskalenderen var som følger (alle lodtrækninger fandt sted i UEFAs hovedkontor i Nyon i Schweiz, med mindre andet er angivet).
| Fase          | Runde                      | Dato for lodtrækning     | Første kamp                                 | Anden kamp                                  |
| ------------- | -------------------------- | ------------------------ | ------------------------------------------- | ------------------------------------------- |
| Kvalifikation | Første kvalifikationsrunde | 20. juni 2016            | 28–29. juni 2016                            | 5–6. juli 2016                              |
| Kvalifikation | Anden kvalifikationsrunde  | 20. juni 2016            | 12–13. juli 2016                            | 19.–20. juli 2016                           |
| Kvalifikation | Tredje kvalifikationsrunde | 15. juli 2016            | 26.–27. juli 2016                           | 2.–3. august 2016                           |
| Play-off      | Play-off runde             | 5. august 2016           | 16–17. august 2016                          | 23–24. august 2016                          |
| Gruppespil    | Kampdag 1                  | 25. august 2016 (Monaco) | 13.–14. september 2016                      | 13.–14. september 2016                      |
| Gruppespil    | Kampdag 2                  | 25. august 2016 (Monaco) | 27.–28. september 2016                      | 27.–28. september 2016                      |
| Gruppespil    | Kampdag 3                  | 25. august 2016 (Monaco) | 18.–19. oktober 2016                        | 18.–19. oktober 2016                        |
| Gruppespil    | Kampdag 4                  | 25. august 2016 (Monaco) | 1.–2. november 2016                         | 1.–2. november 2016                         |
| Gruppespil    | Kampdag 5                  | 25. august 2016 (Monaco) | 22.–23. november 2016                       | 22.–23. november 2016                       |
| Gruppespil    | Kampdag 6                  | 25. august 2016 (Monaco) | 6.–7. december 2016                         | 6.–7. december 2016                         |
| Knockout-fase | Ottendedelsfinaler         | 12. december 2016        | 14.–15. & 21.–22. februar 2017              | 7.–8. & 14.–15. marts 2017                  |
| Knockout-fase | Kvartfinaler               | 17. marts 2017           | 11.–12. april 2017                          | 18.–19. april 2017                          |
| Knockout-fase | Semifinaler                | 21. april 2017           | 2.–3. maj 2017                              | 9.–10. maj 2017                             |
| Knockout-fase | Finale                     | 21. april 2017           | 3. juni 2017 på Millennium Stadium, Cardiff | 3. juni 2017 på Millennium Stadium, Cardiff |

## Første kvalifikationsrunde

### Seedning
I alt otte hold deltog i første kvalifikationsrunde. Lodtrækningen fandt sted den 20. juni 2016.
| Seedet                                                | Useedet                                           |
| ----------------------------------------------------- | ------------------------------------------------- |
| The New Saints Valletta Flora Tallinn FC Santa Coloma | B36 Tórshavn Lincoln Red Imps Alashkert Tre Penne |

### Opsummering
De første kampe blev spillet den 28. juni, og mens returkampene blev spillet den 5 og 6. juli 2016.

| Hold 1          | Samlet  | Hold 2           | 1. kamp | 2. kamp |
| --------------- | ------- | ---------------- | ------- | ------- |
| Flora Tallinn   | 2–3     | Lincoln Red Imps | 2–1     | 0–2     |
| The New Saints  | 5–1     | Tre Penne        | 2–1     | 3–0     |
| Valletta        | 2–2 (a) | B36 Tórshavn     | 1–0     | 1–2     |
| FC Santa Coloma | 0–3     | Alashkert        | 0–0     | 0–3     |

### Kampe
| 28. juni 2016 18:00 |

| Flora Tallinn             | 2–1     | Lincoln Red Imps   |
| ------------------------- | ------- | ------------------ |
| Alliku 35' · Sappinen 49' | Rapport | J. Chipolina 57' · |

| A. Le Coq Arena, Tallinn Tilskuere: 886 Dommer: Rob Harvey (Irland) |

| 6. juli 2016 19:00 |

| Lincoln Red Imps                       | 2–0     | Flora Tallinn |
| -------------------------------------- | ------- | ------------- |
| J. Chipolina 15' (str.) · Calderón 79' | Rapport |               |

| Victoria Stadium, Gibraltar Tilskuere: 1.020 Dommer: Alain Durieux (Luxembourg) |

Lincoln Red Imps vandt 3–2 samlet.
| 28. juni 2016 20:00 |

| The New Saints           | 2–1     | Tre Penne        |
| ------------------------ | ------- | ---------------- |
| Quigley 13' · Mullan 40' | Rapport | Fraternali 16' · |

| Park Hall, Oswestry Tilskuere: 712 Dommer: Trustin Farrugia Cann (Malta) |

| 5. juli 2016 20:30 |

| Tre Penne | 0–3     | The New Saints                           |
| --------- | ------- | ---------------------------------------- |
|           | Rapport | Quigley 45' · Edwards 47' · Draper 90' · |

| San Marino Stadium, Serravalle Tilskuere: 743 Dommer: Lorenc Jemini (Albanien) |

The New Saints vandt 5–1 samlet.
| 28. juni 2016 19:00 |

| Valletta    | 1–0     | B36 Tórshavn |
| ----------- | ------- | ------------ |
| Falcone 69' | Rapport |              |

| Hibernians Stadium, Paola Tilskuere: 1.151 Dommer: Radu Petrescu (Rumænien) |

| 5. juli 2016 19:00 |

| B36 Tórshavn                     | 2–1     | Valletta      |
| -------------------------------- | ------- | ------------- |
| Thorleifsson 11' · Agnarsson 66' | Rapport | Falcone 24' · |

| Gundadalur, Tórshavn Tilskuere: 850 Dommer: Roomer Tarajev (Estland) |

2–2 samlet. Valletta vandt på udebanemål.
| 28. juni 2016 20:00 |

| FC Santa Coloma | 0–0     | Alashkert |
| --------------- | ------- | --------- |
|                 | Rapport |           |

| Estadi Comunal, Andorra la Vella Tilskuere: 600 Dommer: Alex Troleis (Færøerne) |

| 5. juli 2016 17:00 |

| Alashkert                                              | 3–0     | FC Santa Coloma |
| ------------------------------------------------------ | ------- | --------------- |
| V. Minasyan 12' · Gyozalyan 84' · Artur Yedigaryan 88' | Rapport |                 |

| Vazgen Sargsyan Republican Stadium, Yerevan Tilskuere: 2.100 Dommer: Alexandr Aliyev (Kasakhstan) |

Alashkert vandt 3–0 samlet.

## Anden kvalifikationsrunde

### Seedning
I alt 34 hold deltog i anden kvalifikstionsrunde: 30 hold trådte ind i denne runde samt fire vindere fra første kvalifikationsrunde. Lodtrækninen fandt sted den 20. juni 2016.
| Gruppe 1                                                         | Gruppe 1                                                           | Gruppe 2                                                                           | Gruppe 2                                                                                      | Gruppe 3                                                             | Gruppe 3                                                             |
| Seedet                                                           | Useedet                                                            | Seedet                                                                             | Useedet                                                                                       | Seedet                                                               | Useedet                                                              |
| ---------------------------------------------------------------- | ------------------------------------------------------------------ | ---------------------------------------------------------------------------------- | --------------------------------------------------------------------------------------------- | -------------------------------------------------------------------- | -------------------------------------------------------------------- |
| Red Bull Salzburg Dinamo Zagreb Qarabağ Sheriff Tiraspol Trenčín | F91 Dudelange Hapoel Be'er Sheva Olimpija Ljubljana Vardar Liepāja | APOEL Legia Warszawa Ludogorets Razgrad Astana Skënderbeu Korçë[††] Dinamo Tbilisi | The New Saints[†] Žalgiris Vilnius Ferencváros Zrinjski Mostar Alashkert[†] Mladost Podgorica | Celtic BATE Borisov F.C. København Rosenborg Røde Stjerne Beograd FH | Lincoln Red Imps[†] IFK Norrköping Crusaders Valletta[†] Dundalk SJK |

Noter
1. † Vinderne af første kvalifikationsrunde, hvis identitet på lodtrækningstidspunktet ikke var kendt. Hold i kursiv slog et hold med en højere koefficient end holdet selv, og tog dermed det pågældende holds koefficient med videre til lodtrækningen til anden kvalifikationsrunde.
2. †† Skënderbeu Korçë var kvalificeret til anden kvalifikationsrunde som vindere af Kategoria Superiore 2015-16, men blev udelukket fra at deltage i europæiske turneringer i 2016-17 grundet matchfixing. De deltog i anden kvalifikationsrunde grundet appel til Sportens Voldgiftsret, men appellen blev afvist, og holdet blev erstattet af Partizani Tirana.[16]

### Opsummering
De første kampe blev spillet den 12 og 13. juli, og mens returkampene blev spillet den 19 og 20. juli 2016.

| Hold 1             | Samlet      | Hold 2               | 1. kamp | 2. kamp   |
| ------------------ | ----------- | -------------------- | ------- | --------- |
| Qarabağ            | 3–1         | F91 Dudelange        | 2–0     | 1–1       |
| Hapoel Be'er Sheva | 3–2         | Sheriff Tiraspol     | 3–2     | 0–0       |
| Olimpija Ljubljana | 6–6 (a)     | Trenčín              | 3–4     | 3–2       |
| Red Bull Salzburg  | 3–0         | Liepāja              | 1–0     | 2–0       |
| Vardar             | 3–5         | Dinamo Zagreb        | 1–2     | 2–3       |
| The New Saints     | 0–3         | APOEL                | 0–0     | 0–3       |
| Zrinjski Mostar    | 1–3         | Legia Warszawa       | 1–1     | 0–2       |
| Ludogorets Razgrad | 5–0         | Mladost Podgorica    | 2–0     | 3–0       |
| Dinamo Tbilisi     | 3–1         | Alashkert            | 2–0     | 1–1       |
| Žalgiris Vilnius   | 1–2         | Astana               | 0–0     | 1–2       |
| Partizani Tirana   | 2–2 (3–1 p) | Ferencváros          | 1–1     | 1–1 (efs) |
| BATE Borisov       | 4–2         | SJK                  | 2–0     | 2–2       |
| Valletta           | 2–4         | Røde Stjerne Beograd | 1–2     | 1–2       |
| Rosenborg          | 5–4         | IFK Norrköping       | 3–1     | 2–3       |
| Dundalk            | 3–3 (a)     | FH                   | 1–1     | 2–2       |
| Lincoln Red Imps   | 1–3         | Celtic               | 1–0     | 0–3       |
| Crusaders          | 0–9         | F.C. København       | 0–3     | 0–6       |

### Kampe
| 12. juli 2016 19:00 |

| Qarabağ                 | 2–0     | F91 Dudelange |
| ----------------------- | ------- | ------------- |
| Almeida 10' (str.), 27' | Rapport |               |

| Tofiq Bahramov Republican Stadium, Baku Tilskuere: 18.600 Dommer: Orel Grinfeeld (Israel) |

| 20. juli 2016 18:00 |

| F91 Dudelange | 1–1     | Qarabağ          |
| ------------- | ------- | ---------------- |
| N'Diaye 71'   | Rapport | Reynaldo 90+4' · |

| Stade Jos Nosbaum, Dudelange Tilskuere: 891 Dommer: Kevin Clancy (Skotland) |

Qarabağ vandt 3–1 samlet.
| 12. juli 2016 19:50 |

| Hapoel Be'er Sheva                           | 3–2     | Sheriff Tiraspol             |
| -------------------------------------------- | ------- | ---------------------------- |
| Ogu 43' · Barda 52' (str.) · Radi 90' (str.) | Rapport | Ivančić 22' · Brezovec 64' · |

| Turner Stadium, Beersheba Tilskuere: 15.939 Dommer: Carlos del Cerro Grande (Spanien) |

| 19. juli 2016 19:00 |

| Sheriff Tiraspol | 0–0     | Hapoel Be'er Sheva |
| ---------------- | ------- | ------------------ |
|                  | Rapport |                    |

| Sheriff Stadium, Tiraspol Tilskuere: 8.184 Dommer: Daniel Stefański (Polen) |

Hapoel Be'er Sheva vandt 3–2 samlet.
| 13. juli 2016 20:30 |

| Olimpija Ljubljana                   | 3–4     | Trenčín                                           |
| ------------------------------------ | ------- | ------------------------------------------------- |
| Velikonja 34' · Zajc 43' · Eleke 89' | Rapport | Lawrence 4' · Kalu 6' · Janga 20' · Holúbek 32' · |

| Stožice Stadium, Ljubljana Tilskuere: 5.950 Dommer: Ali Palabıyık (Tyrkiet) |

| 20. juli 2016 20:15 |

| Trenčín              | 2–3     | Olimpija Ljubljana                    |
| -------------------- | ------- | ------------------------------------- |
| Janga 13' · Bero 20' | Rapport | Kelhar 41' · Eleke 45' · Klinar 79' · |

| Štadión pod Dubňom, Žilina Tilskuere: 3.750 Dommer: João Capela (Portugal) |

6–6 samlet. Trenčín vandt på udebanemål.
| 12. juli 2016 20:30 |

| Red Bull Salzburg | 1–0     | Liepāja |
| ----------------- | ------- | ------- |
| Soriano 83'       | Rapport |         |

| Red Bull Arena, Wals-Siezenheim Tilskuere: 6.917 Dommer: Enea Jorgji (Albanien) |

| 19. juli 2016 18:00 |

| Liepāja | 0–2     | Red Bull Salzburg            |
| ------- | ------- | ---------------------------- |
|         | Rapport | Berisha 35' · Bernardo 65' · |

| Daugava Stadium, Liepāja Tilskuere: 3.633 Dommer: Jonathan Lardot (Belgien) |

Red Bull Salzburg vandt 3–0 samlet.
| 12. juli 2016 20:45 |

| Vardar            | 1–2     | Dinamo Zagreb                    |
| ----------------- | ------- | -------------------------------- |
| Hambardzumyan 54' | Rapport | Mijušković 21' (sm.) · Rog 30' · |

| Philip II Arena, Skopje Tilskuere: 17.000 Dommer: Bobby Madley (England) |

| 20. juli 2016 20:45 |

| Dinamo Zagreb                              | 3–2     | Vardar               |
| ------------------------------------------ | ------- | -------------------- |
| Pjaca 55' (str.), 70' (str.) · Machado 79' | Rapport | Velkovski 39', 63' · |

| Stadion Maksimir, Zagreb Tilskuere: 10,142 Dommer: Sergey Ivanov (Rusland) |

Dinamo Zagreb vandt 5–3 samlet.
| 12. juli 2016 20:00 |

| The New Saints | 0–0     | APOEL |
| -------------- | ------- | ----- |
|                | Rapport |       |

| Park Hall, Oswestry Tilskuere: 1.056 Dommer: Hugo Miguel (Portugal) |

| 19. juli 2016 19:00 |

| APOEL                                                    | 3–0     | The New Saints |
| -------------------------------------------------------- | ------- | -------------- |
| Alexandrou 54' · Sotiriou 73' · De Vincenti 90+5' (str.) | Rapport |                |

| GSP Stadium, Nicosia Tilskuere: 10,548 Dommer: Nikola Dabanović (Montenegro) |

APOEL vandt 3–0 samlet.
| 12. juli 2016 18:30 |

| Zrinjski Mostar | 1–1     | Legia Warszawa |
| --------------- | ------- | -------------- |
| Katanec 57'     | Rapport | Nikolić 49' ·  |

| Stadion pod Bijelim Brijegom, Mostar Tilskuere: 5.500 Dommer: Carlos Clos Gómez (Spanien) |

| 19. juli 2016 20:45 |

| Legia Warszawa          | 2–0     | Zrinjski Mostar |
| ----------------------- | ------- | --------------- |
| Nikolić 28' (str.), 62' | Rapport |                 |

| Polish Army Stadium, Warszawa Tilskuere: 12.784 Dommer: Nicolas Rainville (Frankrig) |

Legia Warszawa vandt 3–1 samlet.
| 13. juli 2016 19:30 |

| Ludogorets Razgrad           | 2–0     | Mladost Podgorica |
| ---------------------------- | ------- | ----------------- |
| Moți 13' (str.) · Lukoki 26' | Rapport |                   |

| Ludogorets Arena, Razgrad Tilskuere: 6.000 Dommer: Sergey Lapochkin (Rusland) |

| 19. juli 2016 20:45 |

| Mladost Podgorica | 0–3     | Ludogorets Razgrad                |
| ----------------- | ------- | --------------------------------- |
|                   | Rapport | Lukoki 39', 64' · Wanderson 48' · |

| City Stadium, Podgorica Tilskuere: 4.300 Dommer: Pol van Boekel (Holland) |

Ludogorets Razgrad vandt 5–0 samlet.
| 12. juli 2016 19:00 |

| Dinamo Tbilisi                         | 2–0     | Alashkert |
| -------------------------------------- | ------- | --------- |
| Kiteishvili 55' · Kvilitaia 69' (str.) | Rapport |           |

| Boris Paichadze Dinamo Arena, Tbilisi Tilskuere: 11.769 Dommer: Sebastian Colțescu (Rumænien) |

| 19. juli 2016 17:00 |

| Alashkert     | 1–1     | Dinamo Tbilisi |
| ------------- | ------- | -------------- |
| Gyozalyan 51' | Rapport | Jigauri 21' ·  |

| Vazgen Sargsyan Republican Stadium, Yerevan Tilskuere: 4.600 Dommer: Mohammed Al-Hakim (Sverige) |

Dinamo Tbilisi vandt 3–1 samlet.
| 13. juli 2016 19:15 |

| Žalgiris Vilnius | 0–0     | Astana |
| ---------------- | ------- | ------ |
|                  | Rapport |        |

| LFF Stadium, Vilnius Tilskuere: 4.100 Dommer: Vlado Glođović (Serbien) |

| 20. juli 2016 16:00 |

| Astana            | 2–1     | Žalgiris Vilnius |
| ----------------- | ------- | ---------------- |
| Aničić 31', 90+2' | Rapport | Elivelto 57' ·   |

| Astana Arena, Astana Tilskuere: 18.449 Dommer: Sandro Schäfer (Schweiz) |

Astana vandt 2–1 samlet.
| 13. juli 2016 20:00 |

| Partizani Tirana | 1–1     | Ferencváros |
| ---------------- | ------- | ----------- |
| Fili 47'         | Rapport | Böde 71' ·  |

| Elbasan Arena, Elbasan Tilskuere: 1.700 Dommer: Benoît Millot (Frankrig) |

| 20. juli 2016 19:30 |

| Ferencváros              | 1–1                      | Partizani Tirana         |
| ------------------------ | ------------------------ | ------------------------ |
| Gera 14' (str.)          | Rapport                  | Hüsing 40' (sm.) ·       |
|                          | Straffesparkskonkurrence |                          |
| Gera Šesták Nagy Ramírez | 1–3                      | Hoxha Vila Trashi Ekuban |

| Gruppeama Arena, Budapest Tilskuere: 8.752 Dommer: Kristo Tohver (Estland) |

2–2 samlet. Partizani Tirana vandt 3–1 efter straffesparkskonkurrence.
| 12. juli 2016 20:00 |

| BATE Borisov               | 2–0     | SJK |
| -------------------------- | ------- | --- |
| Kendysh 32' · Rodionov 68' | Rapport |     |

| Borisov Arena, Barysaw Tilskuere: 9.247 Dommer: Andris Treimanis (Letland) |

| 19. juli 2016 19:00 |

| SJK                      | 2–2     | BATE Borisov               |
| ------------------------ | ------- | -------------------------- |
| Ngueukam 44' · Riski 61' | Rapport | Karnitsky 15' · Ríos 29' · |

| OmaSP Stadion, Seinäjoki Tilskuere: 5.817 Dommer: Bastian Dankert (Tyskland) |

BATE Borisov vandt 4–2 samlet.
| 12. juli 2016 20:00 |

| Valletta    | 1–2     | Røde Stjerne Beograd      |
| ----------- | ------- | ------------------------- |
| Falcone 15' | Rapport | Katai 66' · Sikimić 75' · |

| Hibernians Stadium, Paola Tilskuere: 1.098 Dommer: Alexander Harkam (Østrig) |

| 19. juli 2016 20:30 |

| Røde Stjerne Beograd   | 2–1     | Valletta      |
| ---------------------- | ------- | ------------- |
| Donald 30' · Katai 76' | Rapport | Caruana 11' · |

| Røde Stjerne Stadium, Beograd Tilskuere: 31.112 Dommer: Tore Hansen (Norge) |

Røde Stjerne Beograd vandt 4–2 samlet.
| 13. juli 2016 19:15 |

| Rosenborg                                    | 3–1     | IFK Norrköping  |
| -------------------------------------------- | ------- | --------------- |
| Eyjólfsson 48' · Helland 62' · De Lanlay 65' | Rapport | Andersson 70' · |

| Lerkendal Stadion, Trondheim Tilskuere: 11.595 Dommer: Davide Massa (Italien) |

| 20. juli 2016 19:15 |

| IFK Norrköping                 | 3–2     | Rosenborg                            |
| ------------------------------ | ------- | ------------------------------------ |
| Andersson 57', 77' · Nyman 59' | Rapport | Gytkjær 36' (str.) · De Lanlay 55' · |

| Nya Parken, Norrköping Tilskuere: 10,372 Dommer: Craig Pawson (England) |

Rosenborg vandt 5–4 samlet.
| 13. juli 2016 20:45 |

| Dundalk      | 1–1     | FH           |
| ------------ | ------- | ------------ |
| McMillan 66' | Rapport | Lennon 77' · |

| Oriel Park, Dundalk Tilskuere: 3.111 Dommer: Nikola Popov (Bulgaria) |

| 20. juli 2016 21:15 |

| FH                                 | 2–2     | Dundalk             |
| ---------------------------------- | ------- | ------------------- |
| Hewson 19' · K. F. Finnbogason 78' | Rapport | McMillan 52', 62' · |

| Kaplakriki, Hafnarfjörður Tilskuere: 1.850 Dommer: Paolo Valeri (Italien) |

3–3 samlet. Dundalk vandt på udebanemål.
| 12. juli 2016 20:00 |

| Lincoln Red Imps | 1–0     | Celtic |
| ---------------- | ------- | ------ |
| L. Casciaro 48'  | Rapport |        |

| Victoria Stadium, Gibraltar Tilskuere: 1.632 Dommer: Andreas Ekberg (Sverige) |

| 20. juli 2016 20:45 |

| Celtic                                   | 3–0     | Lincoln Red Imps |
| ---------------------------------------- | ------- | ---------------- |
| Lustig 23' · Griffiths 25' · Roberts 29' | Rapport |                  |

| Celtic Park, Glasgow Tilskuere: 55.632 Dommer: Bartosz Frankowski (Polen) |

Celtic vandt 3–1 samlet.
| 13. juli 2016 20:00 |

| Crusaders | 0–3     | F.C. København                            |
| --------- | ------- | ----------------------------------------- |
|           | Rapport | Santander 6' · Cornelius 40' · Falk 53' · |

| Seaview, Belfast Tilskuere: 2.069 Dommer: Stephan Klossner (Schweiz) |

| 19. juli 2016 19:15 |

| F.C. København                                                                   | 6–0     | Crusaders |
| -------------------------------------------------------------------------------- | ------- | --------- |
| Pavlović 15' · Mitchell 45+1' (sm.) · Cornelius 48', 76' · Falk 58' · Greguš 68' | Rapport |           |

| Parken Stadium, København Tilskuere: 6.924 Dommer: Ante Vučemilović-Šimunović (Kroatien) |

København vandt 9–0 samlet.

## Tredje kvalifikationsrunde

### Seedning
Tredje kvalifikationsrunde blev delt op i to sektioner: mestervejen (for vinderne af deres ligaer) og ligavejen (for hold der ikke vandt deres pågældende liga). De tabende hold fra begge sektioner deltager i playoffrunden.
I alt 30 hold deltog i tredje kvalifikationsrunde:
- Mestervejen: tre nye hold der træder ind i denne runde samt 17 vindere fra anden kvalifikationsrunde
- Ligavejen: ti nye hold træder ind i denne runde.

Lodtrækningen fandt sted den 15. juli 2016.

| Mestervejen                                                      | Mestervejen                                                               | Mestervejen                                                                                 | Mestervejen                                                                     | Ligavejen                                                   | Ligavejen                                         |
| Gruppe 1                                                         | Gruppe 1                                                                  | Gruppe 2                                                                                    | Gruppe 2                                                                        | Ligavejen                                                   | Ligavejen                                         |
| Seedet                                                           | Useedet                                                                   | Seedet                                                                                      | Useedet                                                                         | Seedet                                                      | Useedet                                           |
| ---------------------------------------------------------------- | ------------------------------------------------------------------------- | ------------------------------------------------------------------------------------------- | ------------------------------------------------------------------------------- | ----------------------------------------------------------- | ------------------------------------------------- |
| Olympiakos Celtic[†] APOEL[†] Legia Warszawa[†] Dinamo Zagreb[†] | Rosenborg[†] Astana[†] Hapoel Be'er Sheva[†] Dinamo Tbilisi[†] Trenčín[†] | Viktoria Plzeň Red Bull Salzburg[†] BATE Borisov[†] Ludogorets Razgrad[†] F.C. København[†] | Qarabağ[†] Astra Giurgiu Røde Stjerne Beograd[†] Dundalk[†] Partizani Tirana[†] | Shakhtar Donetsk[††] Ajax Anderlecht Fenerbahçe Sparta Prag | PAOK Steaua Bukarest Monaco Young Boys Rostov[††] |

Noter
1. † Vinderne af anden kvalifikationsrunde, hvis identitet på lodtrækningstidspunktet ikke var kendt. Hold i kursiv slog et hold med en højere koefficient end holdet selv, og tog dermed det pågældende holds koefficient med videre til lodtrækningen til tredje kvalifikationsrunde.
2. †† UEFA Emergency Panel besluttede den 17. juli 2014, at ukrainske og russiske klubber ikke kunne møde hinanden grundet de politiske uroligheder mellem de to lande.[22][20]

### Opsummering
De første kampe blev spillet den 26 og 27. juli, og mens returkampene blev spillet den 2 og 3. august 2016.

| Hold 1             | Samlet      | Hold 2               | 1. kamp     | 2. kamp     |             |
| Mestervejen        | Mestervejen | Mestervejen          | Mestervejen | Mestervejen | Mestervejen |
| ------------------ | ----------- | -------------------- | ----------- | ----------- | ----------- |
| Rosenborg          | 2–4         | APOEL                | 2–1         | 0–3         |             |
| Dinamo Zagreb      | 3–0         | Dinamo Tbilisi       | 2–0         | 1–0         |             |
| Olympiakos         | 0–1         | Hapoel Be'er Sheva   | 0–0         | 0–1         |             |
| Astana             | 2–3         | Celtic               | 1–1         | 1–2         |             |
| Trenčín            | 0–1         | Legia Warszawa       | 0–1         | 0–0         |             |
| Viktoria Plzeň     | 1–1 (a)     | Qarabağ              | 0–0         | 1–1         |             |
| Astra Giurgiu      | 1–4         | F.C. København       | 1–1         | 0–3         |             |
| BATE Borisov       | 1–3         | Dundalk              | 1–0         | 0–3         |             |
| Ludogorets Razgrad | 6–4         | Røde Stjerne Beograd | 2–2         | 4–2 (efs)   |             |
| Partizani Tirana   | 0–3         | Red Bull Salzburg    | 0–1         | 0–2         |             |
| Ligavejen          |             |                      |             |             |             |
| Ajax               | 3–2         | PAOK                 | 1–1         | 2–1         |             |
| Sparta Prag        | 1–3         | Steaua Bukarest      | 1–1         | 0–2         |             |
| Shakhtar Donetsk   | 2–2 (2–4 p) | Young Boys           | 2–0         | 0–2 (efs)   |             |
| Rostov             | 4–2         | Anderlecht           | 2–2         | 2–0         |             |
| Fenerbahçe         | 3–4         | Monaco               | 2–1         | 1–3         |             |

### Kampe
| 27. juli 2016 19:15 |

| Rosenborg                    | 2–1     | APOEL       |
| ---------------------------- | ------- | ----------- |
| Gytkjær 23' · Skjelvik 45+1' | Rapport | Efrem 67' · |

| Lerkendal Stadion, Trondheim Tilskuere: 13.281 Dommer: Slavko Vinčić (Slovenien) |

| 2. august 2016 19:00 |

| APOEL                                               | 3–0     | Rosenborg |
| --------------------------------------------------- | ------- | --------- |
| Gianniotas 90+1' · Vander 90+6' · De Vincenti 90+9' | Rapport |           |

| GSP Stadium, Nicosia Tilskuere: 15.559 Dommer: Paweł Raczkowski (Polen) |

APOEL vandt 4–2 samlet.
| 26. juli 2016 20:45 |

| Dinamo Zagreb           | 2–0     | Dinamo Tbilisi |
| ----------------------- | ------- | -------------- |
| Soudani 39' · Ćorić 42' | Rapport |                |

| Stadion Maksimir, Zagreb Tilskuere: 10,258 Dommer: Bobby Madden (Skotland) |

| 2. august 2016 19:00 |

| Dinamo Tbilisi | 0–1     | Dinamo Zagreb |
| -------------- | ------- | ------------- |
|                | Rapport | Rog 8' ·      |

| Boris Paichadze Dinamo Arena, Tbilisi Tilskuere: 21.510 Dommer: Miroslav Zelinka (Tjekkiet) |

Dinamo Zagreb vandt 3–0 samlet.
| 27. juli 2016 20:45 |

| Olympiakos | 0–0     | Hapoel Be'er Sheva |
| ---------- | ------- | ------------------ |
|            | Rapport |                    |

| Karaiskakis Stadium, Piraeus Tilskuere: 20,531 Dommer: Jorge Sousa (Portugal) |

| 3. august 2016 20:00 |

| Hapoel Be'er Sheva | 1–0     | Olympiakos |
| ------------------ | ------- | ---------- |
| Tzedek 79'         | Rapport |            |

| Turner Stadium, Beersheba Tilskuere: 15.500 Dommer: Benoît Bastien (Frankrig) |

Hapoel Be'er Sheva vandt 1–0 samlet.
| 27. juli 2016 16:00 |

| Astana         | 1–1     | Celtic          |
| -------------- | ------- | --------------- |
| Logvinenko 19' | Rapport | Griffiths 78' · |

| Astana Arena, Astana Tilskuere: 29.000 Dommer: Paolo Mazzoleni (Italien) |

| 3. august 2016 20:45 |

| Celtic                                        | 2–1     | Astana        |
| --------------------------------------------- | ------- | ------------- |
| Griffiths 45+2' (str.) · Dembélé 90+2' (str.) | Rapport | Ibraimi 62' · |

| Celtic Park, Glasgow Tilskuere: 52.952 Dommer: István Kovács (Rumænien) |

Celtic vandt 3–2 samlet.
| 27. juli 2016 20:30 |

| Trenčín | 0–1     | Legia Warszawa |
| ------- | ------- | -------------- |
|         | Rapport | Nikolić 69' ·  |

| Štadión pod Dubňom, Žilina Tilskuere: 5.866 Dommer: Aleksei Kulbakov (Belarus) |

| 3. august 2016 20:45 |

| Legia Warszawa | 0–0     | Trenčín |
| -------------- | ------- | ------- |
|                | Rapport |         |

| Polish Army Stadium, Warszawa Tilskuere: 21.850 Dommer: Vladislav Bezborodov (Rusland) |

Legia Warszawa vandt 1–0 samlet.
| 26. juli 2016 20:15 |

| Viktoria Plzeň | 0–0     | Qarabağ |
| -------------- | ------- | ------- |
|                | Rapport |         |

| Doosan Arena, Plzeň Tilskuere: 10,269 Dommer: Aleksandar Stavrev (Macedonia) |

| 2. august 2016 18:30 |

| Qarabağ    | 1–1     | Viktoria Plzeň |
| ---------- | ------- | -------------- |
| Muarem 28' | Rapport | Krmenčík 85' · |

| Tofiq Bahramov Republican Stadium, Baku Tilskuere: 30,792 Dommer: Hüseyin Göçek (Tyrkiet) |

1–1 samlet. Viktoria Plzeň vandt på udebanemål.
| 27. juli 2016 19:30 |

| Astra Giurgiu | 1–1     | F.C. København |
| ------------- | ------- | -------------- |
| Teixeira 7'   | Rapport | Delaney 64' ·  |

| Stadionul Marin Anastasovici, Giurgiu Tilskuere: 2.381 Dommer: István Vad (Ungarn) |

| 3. august 2016 19:45 |

| F.C. København                       | 3–0     | Astra Giurgiu |
| ------------------------------------ | ------- | ------------- |
| Cornelius 14', 45+1' · Santander 34' | Rapport |               |

| Parken Stadium, København Tilskuere: 16.853 Dommer: Liran Liany (Israel) |

F.C. København vandt 4–1 samlet.
| 26. juli 2016 20:00 |

| BATE Borisov   | 1–0     | Dundalk |
| -------------- | ------- | ------- |
| Gordeichuk 70' | Rapport |         |

| Borisov Arena, Barysaw Tilskuere: 11.321 Dommer: Yevhen Aranovsky (Ukraine) |

| 2. august 2016 21:00 |

| Dundalk                        | 3–0     | BATE Borisov |
| ------------------------------ | ------- | ------------ |
| McMillan 44', 59' · Benson 90' | Rapport |              |

| Tallaght Stadium, Dublin Tilskuere: 4.645 Dommer: Jakob Kehlet (Danmark) |

Dundalk vandt 3–1 samlet.
| 26. juli 2016 20:00 |

| Ludogorets Razgrad    | 2–2     | Røde Stjerne Beograd    |
| --------------------- | ------- | ----------------------- |
| Cafu 43' · Keșerü 76' | Rapport | Katai 48' · Kanga 66' · |

| Ludogorets Arena, Razgrad Tilskuere: 7.759 Dommer: Martin Strömbergsson (Sverige) |

| 2. august 2016 20:30 |

| Røde Stjerne Beograd           | 2–4     | Ludogorets Razgrad                   |
| ------------------------------ | ------- | ------------------------------------ |
| Donald 17' · Ibáñez 62' (str.) | Rapport | Cafu 24' · Wanderson 40', 92', 97' · |

| Røde Stjerne Stadium, Beograd Tilskuere: 50,223 Dommer: Luca Banti (Italien) |

Ludogorets Razgrad vandt 6–4 samlet.
| 26. juli 2016 20:15 |

| Partizani Tirana | 0–1     | Red Bull Salzburg    |
| ---------------- | ------- | -------------------- |
|                  | Rapport | Soriano 70' (str.) · |

| Elbasan Arena, Elbasan Tilskuere: 4.000 Dommer: Michael Oliver (England) |

| 3. august 2016 20:30 |

| Red Bull Salzburg           | 2–0     | Partizani Tirana |
| --------------------------- | ------- | ---------------- |
| Soriano 76' · Wanderson 81' | Rapport |                  |

| Red Bull Arena, Wals-Siezenheim Tilskuere: 7.853 Dommer: Ivan Kružliak (Slovakia) |

Red Bull Salzburg vandt 3–0 samlet.
| 26. juli 2016 20:45 |

| Ajax        | 1–1     | PAOK         |
| ----------- | ------- | ------------ |
| Dolberg 58' | Rapport | Djalma 27' · |

| Amsterdam Arena, Amsterdam Tilskuere: 45.640 Dommer: Javier Estrada Fernández (Spanien) |

| 3. august 2016 20:30 |

| PAOK            | 1–2     | Ajax                         |
| --------------- | ------- | ---------------------------- |
| Athanasiadis 4' | Rapport | Klaassen 45+1' (str.), 88' · |

| Toumba Stadium, Thessaloniki Tilskuere: 24.930 Dommer: Anthony Taylor (England) |

Ajax vandt 3–2 samlet.
| 26. juli 2016 20:00 |

| Sparta Prag | 1–1     | Steaua Bukarest |
| ----------- | ------- | --------------- |
| Šural 35'   | Rapport | Stanciu 75' ·   |

| Generali Arena, Prag Tilskuere: 13.257 Dommer: Daniel Siebert (Tyskland) |

| 3. august 2016 19:45 |

| Steaua Bukarest  | 2–0     | Sparta Prag |
| ---------------- | ------- | ----------- |
| Stanciu 31', 63' | Rapport |             |

| Arena Națională, Bucharest Tilskuere: 37.127 Dommer: Danny Makkelie (Holland) |

Steaua Bukarest vandt 3–1 samlet.
| 26. juli 2016 20:45 |

| Shakhtar Donetsk            | 2–0     | Young Boys |
| --------------------------- | ------- | ---------- |
| Bernard 27' · Seleznyov 75' | Rapport |            |

| Arena Lviv, Lviv Tilskuere: 7.477 Dommer: Serdar Gözübüyük (Holland) |

| 3. august 2016 20:15 |

| Young Boys                           | 2–0                      | Shakhtar Donetsk           |
| ------------------------------------ | ------------------------ | -------------------------- |
| Kubo 54', 60'                        | Rapport                  |                            |
|                                      | Straffesparkskonkurrence |                            |
| Hoarau Kubo Hadergjonaj Rochat Gajić | 4–2                      | Srna Fred Rakitskiy Marlos |

| Stade de Suisse, Bern Tilskuere: 9.365 Dommer: Ruddy Buquet (Frankrig) |

2–2 samlet. Young Boys vandt 4–2 efter straffesparkskonkurrence.
| 26. juli 2016 20:30 |

| Rostov                           | 2–2     | Anderlecht                 |
| -------------------------------- | ------- | -------------------------- |
| Ezatolahi 16' · Poloz 60' (str.) | Rapport | Hanni 3' · Tielemans 52' · |

| Olimp-2, Rostov ved Don Tilskuere: 14.770 Dommer: Luca Banti (Italien) |

| 3. august 2016 20:45 |

| Anderlecht | 0–2     | Rostov                   |
| ---------- | ------- | ------------------------ |
|            | Rapport | Noboa 28' · Azmoun 47' · |

| Constant Vanden Stock Stadium, Anderlecht Tilskuere: 19.464 Dommer: Matej Jug (Slovenien) |

Rostov vandt 4–2 samlet.
| 27. juli 2016 20:30 |

| Fenerbahçe       | 2–1     | Monaco       |
| ---------------- | ------- | ------------ |
| Emenike 39', 61' | Rapport | Falcao 42' · |

| Şükrü Saracoğlu Stadium, Istanbul Tilskuere: 12.223 Dommer: Jesús Gil Manzano (Spanien) |

| 3. august 2016 20:45 |

| Monaco                              | 3–1     | Fenerbahçe    |
| ----------------------------------- | ------- | ------------- |
| Germain 2', 65' · Falcao 18' (str.) | Rapport | Emenike 53' · |

| Stade Louis II, Monaco Tilskuere: 8.403 Dommer: Artur Soares Dias (Portugal) |

Monaco vandt 4–3 samlet.

## Playoffrunde

### Seedning
Playoffrunden blev delt op i to sektioner: mestervejen (for vinderne af deres ligaer) og ikke-mestervejen (for hold der ikke vandt deres pågældende liga). De tabende hold fra begge sektioner deltager i gruppespillet.
I alt 20 hold deltog i denne runde:
- Mestervejen: ti vindere fra tredje kvalifikationsrunde via mestervejen.
- Ligavejen: fem nye hold trådte ind i denne runde samt fem hold via mestervejen fra tredje kvalifikationsrunde.

Lodtrækningen fandt sted den 5. august 2016.

| Mestervejen                                                                 | Mestervejen                                                                          | Ligavejen                                                         | Ligavejen                                                 |
| Seedet                                                                      | Useedet                                                                              | Seedet                                                            | Useedet                                                   |
| --------------------------------------------------------------------------- | ------------------------------------------------------------------------------------ | ----------------------------------------------------------------- | --------------------------------------------------------- |
| Viktoria Plzeň[†] Red Bull Salzburg[†] Celtic[†] APOEL[†] Legia Warszawa[†] | Dinamo Zagreb[†] Ludogorets Razgrad[†] København[†] Hapoel Be'er Sheva[†] Dundalk[†] | Manchester City Porto Villarreal Ajax[†] Borussia Mönchengladbach | Roma Steaua Bukarest[†] Monaco[†] Young Boys[†] Rostov[†] |

Noter
1. † Vindere af Tredje kvalifikationsrunde.

### Opsummering
De første kampe blev spillet den 16. og 17. august. Returkampene blev spillet den 23. og 24. august 2016.

| Hold 1             | Samlet      | Hold 2                   | 1. kamp     | 2. kamp     |             |
| Mestervejen        | Mestervejen | Mestervejen              | Mestervejen | Mestervejen | Mestervejen |
| ------------------ | ----------- | ------------------------ | ----------- | ----------- | ----------- |
| Ludogorets Razgrad | 4–2         | Viktoria Plzeň           | 2–0         | 2–2         |             |
| Celtic             | 5–4         | Hapoel Be'er Sheva       | 5–2         | 0–2         |             |
| København          | 2–1         | APOEL                    | 1–0         | 1–1         |             |
| Dundalk            | 1–3         | Legia Warsawa            | 0–2         | 1–1         |             |
| Dinamo Zagreb      | 3–2         | Red Bull Salzburg        | 1–1         | 2–1 (efs)   |             |
| Ligavejen          |             |                          |             |             |             |
| Steaua București   | 0–6         | Manchester City          | 0–5         | 0–1         |             |
| Porto              | 4–1         | Roma                     | 1–1         | 3–0         |             |
| Ajax               | 2–5         | Rostov                   | 1–1         | 1–4         |             |
| Young Boys         | 2–9         | Borussia Mönchengladbach | 1–3         | 1–6         |             |
| Villarreal         | 1–3         | Monaco                   | 1–2         | 0–1         |             |

### Kampe
| 17. august 2016 20:45 |

| Ludogorets Razgrad             | 2–0     | Viktoria Plzeň |
| ------------------------------ | ------- | -------------- |
| Moți 51' (str.) · Misidjan 64' | Rapport |                |

| Vasil Levski National Stadium, Sofia Tilskuere: 11.812 Dommer: Mark Clattenburg (England) |

| 23. august 2016 20:45 |

| Viktoria Plzeň        | 2–2     | Ludogorets Razgrad            |
| --------------------- | ------- | ----------------------------- |
| Ďuriš 7' · Matějů 64' | Rapport | Misidjan 17' · Keșerü 90+5' · |

| Doosan Arena, Plzeň Tilskuere: 10.312 Dommer: Alberto Undiano Mallenco (Spanien) |

Ludogorets Razgrad vandt 4–2 sammenlagt.
| 17. august 2016 20:45 |

| Celtic                                                    | 5–2     | Hapoel Be'er Sheva            |
| --------------------------------------------------------- | ------- | ----------------------------- |
| Rogic 9' · Griffiths 39', 45+1' · Dembélé 73' · Brown 85' | Rapport | Maranhão 55' · Melikson 57' · |

| Celtic Park, Glasgow Tilskuere: 52.659 Dommer: Damir Skomina (Slovenien) |

| 23. august 2016 20:45 |

| Hapoel Be'er Sheva    | 2–0     | Celtic |
| --------------------- | ------- | ------ |
| Sahar 21' · Hoban 48' | Rapport |        |

| Turner Stadium, Beersheba Tilskuere: 15.383 Dommer: Bas Nijhuis (Holland) |

Celtic vandt 5–4 sammenlagt.
| 16. august 2016 20:45 |

| København    | 1–0     | APOEL |
| ------------ | ------- | ----- |
| Pavlović 43' | Rapport |       |

| Parken, København Tilskuere: 20.519 Dommer: Pavel Královec (Tjekkiet) |

| 24. august 2016 20:45 |

| APOEL        | 1–1     | København       |
| ------------ | ------- | --------------- |
| Sotiriou 69' | Rapport | Santander 86' · |

| GSP Stadium, Nicosia Tilskuere: 17.310 Dommer: Gianluca Rocchi (Italien) |

København vandt 2–1 sammenlagt.
| 17. august 2016 20:45 |

| Dundalk | 0–2     | Legia Warszawa                        |
| ------- | ------- | ------------------------------------- |
|         | Rapport | Nikolić 56' (str.) · Prijović 90+4' · |

| Aviva Stadium, Dublin Tilskuere: 30.417 Dommer: Deniz Aytekin (Tyskland) |

| 23. august 2016 20:45 |

| Legia Warsaw     | 1–1     | Dundalk      |
| ---------------- | ------- | ------------ |
| Kucharczyk 90+2' | Rapport | Benson 19' · |

| Polish Army Stadium, Warszawa Tilskuere: 29.066 Dommer: Svein Oddvar Moen (Norge) |

Legia Warsaw vandt 3–1 sammenlagt.
| 16. august 2016 20:45 |

| Dinamo Zagreb  | 1–1     | Red Bull Salzburg |
| -------------- | ------- | ----------------- |
| Rog 76' (str.) | Rapport | Lazaro 59' ·      |

| Stadion Maksimir, Zagreb Tilskuere: 13.784 Dommer: Anastasios Sidiropoulos (Grækenland) |

| 24. august 2016 20:45 |

| Red Bull Salzburg | 1–2     | Dinamo Zagreb                 |
| ----------------- | ------- | ----------------------------- |
| Lazaro 22'        | Rapport | Fernandes 87' · Soudani 95' · |

| Red Bull Arena, Wals-Siezenheim Tilskuere: 23.451 Dommer: Craig Thomson (Skotland) |

Dinamo Zagreb vandt 3–2 sammenlagt.
| 16. august 2016 20:45 |

| Steaua București | 0–5     | Manchester City                                 |
| ---------------- | ------- | ----------------------------------------------- |
|                  | Rapport | Silva 13' · Agüero 41', 78', 89' · Nolito 49' · |

| Arena Națională, Bucharest Tilskuere: 45.327 Dommer: Daniele Orsato (Italien) |

| 24. august 2016 20:45 |

| Manchester City | 1–0     | Steaua București |
| --------------- | ------- | ---------------- |
| Delph 56'       | Rapport |                  |

| City of Manchester Stadium, Manchester Tilskuere: 40,064 Dommer: Paweł Gil (Polen) |

Manchester City vandt 6–0 sammenlagt.
| 17. august 2016 20:45 |

| Porto            | 1–1     | Roma               |
| ---------------- | ------- | ------------------ |
| Silva 61' (str.) | Rapport | Felipe 21' (sm.) · |

| Estádio do Dragão, Porto Tilskuere: 46,310 Dommer: Björn Kuipers (Holland) |

| 23. august 2016 20:45 |

| Roma | 0–3     | Porto                                |
| ---- | ------- | ------------------------------------ |
|      | Rapport | Felipe 8' · Layún 73' · Corona 75' · |

| Stadio Olimpico, Rom Tilskuere: 39.866 Dommer: Szymon Marciniak (Polen) |

Porto vandt 4–1 sammenlagt.
| 16. august 2016 20:45 |

| Ajax                | 1–1     | Rostov      |
| ------------------- | ------- | ----------- |
| Klaassen 38' (str.) | Rapport | Noboa 13' · |

| Amsterdam Arena, Amsterdam Tilskuere: 51.463 Dommer: Willie Collum (Skotland) |

| 24. august 2016 20:45 |

| Rostov                                            | 4–1     | Ajax                  |
| ------------------------------------------------- | ------- | --------------------- |
| Azmoun 34' · Yerokhin 52' · Noboa 60' · Poloz 66' | Rapport | Klaassen 84' (str.) · |

| Olimp-2, Rostov-on-Don Tilskuere: 15,320 Dommer: Milorad Mažić (Serbien) |

Rostov vandt 5–2 sammenlagt.
| 16. august 2016 20:45 |

| Young Boys    | 1–3     | Borussia Mönchengladbach                    |
| ------------- | ------- | ------------------------------------------- |
| Sulejmani 56' | Rapport | Raffael 11' · Hahn 67' · Rochat 69' (sm.) · |

| Stade de Suisse, Bern Tilskuere: 30.224 Dommer: Nicola Rizzoli (Italien) |

| 24. august 2016 20:45 |

| Borussia Mönchengladbach                    | 6–1     | Young Boys  |
| ------------------------------------------- | ------- | ----------- |
| Hazard 9', 64', 84' · Raffael 33', 40', 77' | Rapport | Ravet 79' · |

| Borussia-Park, Mönchengladbach Tilskuere: 43.302 Dommer: Andre Marriner (England) |

Borussia Mönchengladbach vandt 9–2 sammenlagt.
| 17. august 2016 20:45 |

| Villarreal | 1–2     | Monaco                                   |
| ---------- | ------- | ---------------------------------------- |
| Pato 36'   | Rapport | Fabinho 3' (str.) · Bernardo Silva 72' · |

| El Madrigal, Villarreal Tilskuere: 19,516 Dommer: Felix Brych (Tyskland) |

| 23. august 2016 20:45 |

| Monaco               | 1–0     | Villarreal |
| -------------------- | ------- | ---------- |
| Fabinho 90+1' (str.) | Rapport |            |

| Stade Louis II, Monaco Tilskuere: 8.750 Dommer: Jonas Eriksson (Sverige) |

Monaco vandt 3–1 sammenlagt.

## Topresultatre
Der blev resultatt 239 mål i 92 kampe i kvalifikationsfasen og playoffrunden med et gennemsnit på 2.6  mål pr. kamp.
| Rangering | Spiller           | Hold                     | Mål | Minutter spillet |
| --------- | ----------------- | ------------------------ | --- | ---------------- |
| 1         | Andreas Cornelius | København                | 5   | 434              |
| 1         | Nemanja Nikolić   | Legia Warszawa           | 5   | 458              |
| 1         | David McMillan    | Dundalk                  | 5   | 486              |
| 1         | Leigh Griffiths   | Celtic                   | 5   | 507              |
| 5         | Raffael           | Borussia Mönchengladbach | 4   | 180              |
| 5         | Davy Klaassen     | Ajax                     | 4   | 360              |
| 5         | Wanderson         | Ludogorets Razgrad       | 4   | 530              |

Kilde: